# Exorista basalis
Exorista basalis là một loài ruồi trong họ Tachinidae.